# Rhesala nigricans
Rhesala nigricans är en fjärilsart som beskrevs av Pieter Cornelius Tobias Snellen 1880. Rhesala nigricans ingår i släktet Rhesala och familjen nattflyn. Inga underarter finns listade.